# NGC 6020
NGC 6020 is een elliptisch sterrenstelsel in het sterrenbeeld Slang. Het hemelobject werd op 27 juni 1876 ontdekt door de Franse astronoom Édouard Jean-Marie Stephan.

## Synoniemen
- IC 1148
- UGC 10100
- MCG 4-38-2
- ZWG 137.5
- NPM1G +22.0514
- PGC 56467